# Кубок Болгарії з футболу 1957
Кубок Болгарії з футболу 1957 — 17-й розіграш кубкового футбольного турніру в Болгарії. Титул вдруге поспіль здобув Левські (Софія).

## Перший раунд
| Команда 1          | Рахунок | Команда 2                 |
| ------------------ | ------- | ------------------------- |
| Беласиця (Петрич)  | 1:0     | Родні криле (Софія)       |
| Черно море (Варна) | 2:0     | Николай Лисков (Ямбол)    |
| Спартак (Плевен)   | 1:0     | Спартак (Софія)           |
| Ботев (Пловдив)    | 6:2     | Червено знаме (Павликени) |
| Спартак (Варна)    | 3:0     | Спартак (Пловдив)         |
| Міньор (Димитров)  | 3:1     | Ботев (Благоєвград)       |
| Славія (Софія)     | 3:1     | Чавдар (Бяла Слатина)     |

## 1/8 фіналу
| Команда 1                   | Рахунок | Команда 2               |
| --------------------------- | ------- | ----------------------- |
| Левські (Софія)             | 2:1     | Дунав (Русе)            |
| Локомотив (Пловдив)         | 5:3 дч  | Марек (Станке Димитров) |
| ЦДНА (Софія)                | 5:0     | Беласиця (Петрич)       |
| Черно море (Варна)          | 5:1     | Завод Сталін (Димитров) |
| Спартак (Плевен)            | 1:0 дч  | Ботев (Пловдив)         |
| Спартак (Варна)             | 2:1     | Міньор (Димитров)       |
| Панайот Волов (Коларовград) | 2:2 дч  | Димитар Канев (Хасково) |
| Славія (Софія)              | 3:1     | Локомотив (Софія)       |

Перегравання
| Команда 1                   | Рахунок | Команда 2               |
| --------------------------- | ------- | ----------------------- |
| Панайот Волов (Коларовград) | 3:0     | Димитар Канев (Хасково) |

## 1/4 фіналу
| Команда 1                   | Рахунок | Команда 2           |
| --------------------------- | ------- | ------------------- |
| Левські (Софія)             | 1:0     | Локомотив (Пловдив) |
| ЦДНА (Софія)                | 1:0     | Черно море (Варна)  |
| Спартак (Плевен)            | 1:0     | Спартак (Варна)     |
| Панайот Волов (Коларовград) | 1:0     | Славія (Софія)      |

## 1/2 фіналу
| Команда 1        | Рахунок | Команда 2                   |
| ---------------- | ------- | --------------------------- |
| Левські (Софія)  | 2:0 дч  | ЦДНА (Софія)                |
| Спартак (Плевен) | 6:1     | Панайот Волов (Коларовград) |

## Фінал
| 7 листопада 1957 |

| Левські (Софія)         | 2:1      | Спартак (Плевен) |
| ----------------------- | -------- | ---------------- |
| Костов 15' Йорданов 33' | Протокол | Борисов 21'      |

| «Васил Левський», Софія Глядачів: 28 000 Арбітр: Мартін Мацко |